# روبرت ألان فيليبس
روبرت ألان فيليبس (بالإنجليزية: Robert Allan Phillips)‏ هو طبيب أمريكي، ولد في 16 يوليو 1906، وتوفي في 20 سبتمبر 1976.